# Брюссельское восстание (1789)
Брюссельское восстание (нид. Slag om Brussel) — народное восстание и бои против австрийских войск в Брюсселе с 10 по 12 декабря 1789 года во время Брабантской революции.
24 ноября 1789 года генерал Жан-Андре ван дер Мерш пересек границу Австрийских Нидерландов в Хоогстратене. Это положило начало Брабантской революции. 27 числа он разгромил австрийцев в Тюрнхауте. В ноябре повстанцы взяли Гент, затем восстал Эно. В конце ноября патриотическая армия захватила важные форты возле Гента и Диста и продвинулась на Намюр и Эно.  Монс восстал 21 ноября, так что имперской армии в Брюсселе грозило окружение.
Хотя патриоты одержали победы над противником, Ван дер Мерш не был уверен в способности своих войск разгромить австрийскую армию в открытом бою, поэтому 2 декабря он и высший военный командующий в Австрийских Нидерландах фельдмаршал-лейтенант д'Альтон подписали Хорсмаэльское десятидневное перемирие, но оно принесло мало пользы габсбургским властям. Восстание продолжалось.
10 декабря патриоты с хоров собора Святой Гудулы бросают в толпу тысячи кокард. Через мгновение их разносят по всему городу. В тот же день из брюссельского гарнизона дезертировало несколько подразделений бельгийцев, и патриоты начали раздачу оружия местному населению. Началось восстание. По австрийцам, которые все еще находятся в нижнем городе, на следующий день стреляют из окон или с крыш, и им пришлось отступить в парк, находившийся в центре нового района. Ближе к вечеру бои в самом разгаре. Окрестные крестные прибывшие в город, также атаковали имперский гарнизон.
Утром 12 декабря отчаявшийся д'Альтон приказал войскам выйти из города. С большим трудом авангарду удалось под артиллерийским обстрелом прорваться через срубленные деревья, перегораживавшие дороги. За ним в беспорядке последовали остальные войска. Целые роты дезертировали; некоторые солдаты даже убили своих офицеров. Австрийцы оставили после себя артиллерию, боеприпасы и казну и отступили вместе с представителями австрийской администрации во главе с имперским наместником Ф. фон Трауттмансдорфом.
Австрийские войска отступили в Люксембург для перегруппировки и к цитадели Антверпена, где были осаждены. По пути войска, шедшие в Люксембург, подверглись обстрелу со стороны разгневанных крестьян. 
Все бельгийские провинции, входившие в состав Австрийских Нидерландов, за исключением Люксембурга, были освобождены. В январе 1790 года были основаны Бельгийские Соединенные  Штаты.